# Jean-Marie Cuchot d’Herbain

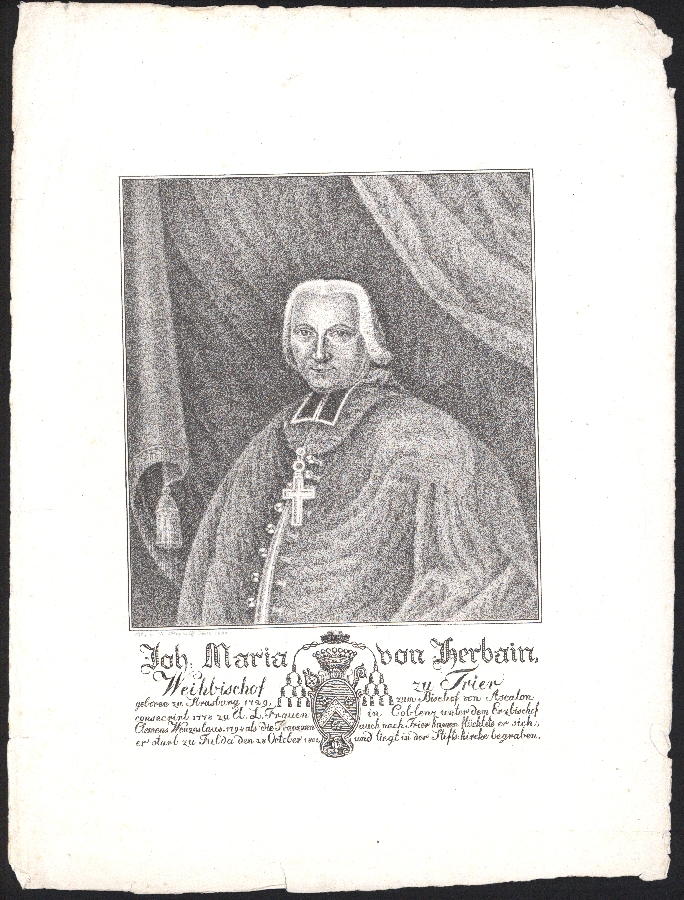
Jean-Marie Cuchot d’Herbain

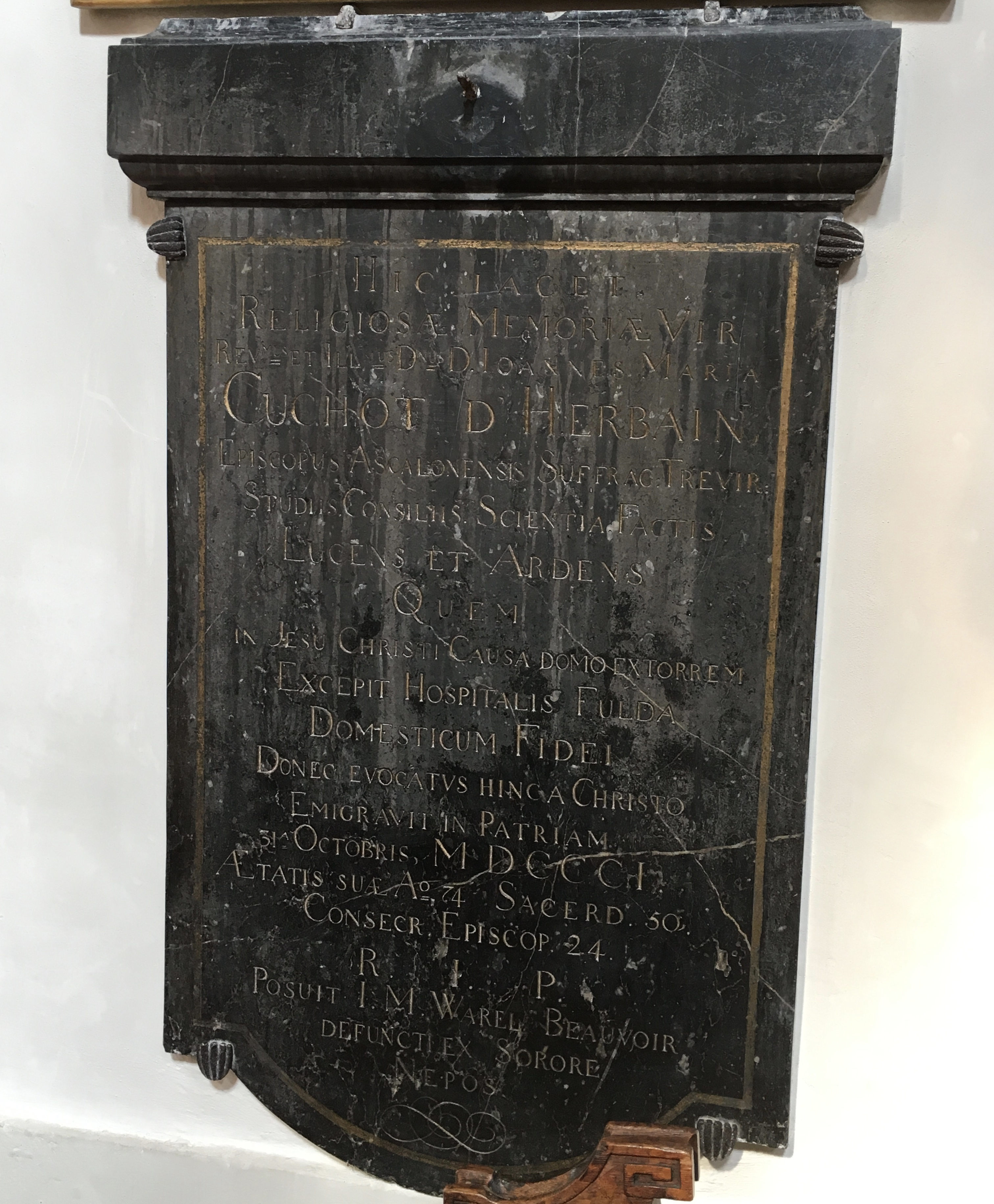
Epitaph

Jean-Marie Cuchot d’Herbain (* 2. August 1727 in Straßburg; † 31. Oktober 1801 in Fulda) war Titularbischof von Askalon und Weihbischof in Trier.

## Leben
Jean-Marie Cuchot d’Herbain, in der deutschsprachigen Literatur auch Johann Maria Cuchot d’Herbain, stammte aus Straßburg, wo sein Vater königlicher Statthalter war. Er besuchte das Jesuitengymnasium ebenda und immatrikulierte sich 1743 an der Universität zum Studium der Theologie, das er mit der Promotion zum Doktor der Theologie abschloss. Am 18. Dezember 1751 wurde er in Straßburg zum Priester geweiht. Von 1751 bis 1753 war er Vikar der Laurentius- und der Münsterpfarrei in Straßburg, von 1753 bis 1755 Kanoniker im Liebfrauenstift Saverne und von 1755 bis 1772 Kanoniker an Saint-Pierre-le-Vieux in Straßburg, 1767 Scholaster. 1755 nahm er das Studium der Jurisprudenz auf und wurde zum Dr. iur. utr. promoviert. Am 5. April 1757 wurde er zum Promotor des Bistums Straßburg bestellt, am 7. November 1771 Assessor des Offizialates in Straßburg und 1772 Inhaber der St. Nikolaus-Präbende im Hohen Chor des Münsters.
Durch Franz Heinrich Beck, mit dem er nach dessen Entlassung vom kurfürstlichen Hof 1783 sein Straßburger Kanonikat gegen Becks Kanonikat an St. Paulin tauschte, kam d’Herbain an die Trierer Kurie, wo ein zweiter Weihbischof benötigt wurde, weil Amtsinhaber Nikolaus von Hontheim wegen Altersgebrechen nicht mehr dienstfähig war. Am 12. Mai 1777 zum Koadjutor Hontheims nominiert, wurde Herbain am 15. Januar 1778 zum Titularbischof von Askalon und Weihbischof in Trier ernannt und empfing am 31. Mai 1778 in Liebfrauen in Koblenz von Erzbischof Klemens Wenzeslaus die Bischofsweihe.
Als Weihbischof war d’Herbain vor allem für die „im Französischen“ liegenden Teile des Erzbistums zuständig. Am 11. November 1779 weihte er das Clementinum in Trier ein, dem er als Regens vorstand, und errichtete am 18. April 1782 das Generalvikariat in Longwy. Am 6. Mai 1791 wurde er Provikar (Generalvikar) am Konsistorium in Trier und war damit für die Gesamtdiözese zuständig. Am Gründonnerstag 1792 leitete er ein Pontifikalamt der Suffraganbischöfe gegen die unkirchlichen Zustände. 
Nach einem Schlaganfall 1792 amtsunfähig, zog er sich nach Koblenz zurück, von dort 1794 vor den einrückenden Revolutionstruppen  nach Fulda. Mit Datum 24. Juli 1794 verzichtete er auf sein Amt und starb am 31. Oktober 1801 in Fulda. Er wurde am 1. November 1801 in der Pfarrkirche St. Bonifatius und Blasius in Fulda bestattet. Dort befindet sich sein Epitaph noch heute. Zu seinem Koadjutor und Nachfolger als Weihbischof wurde Johann Michael Josef von Pidoll nominiert.